# Wysoki Grzbiet (Tatry)

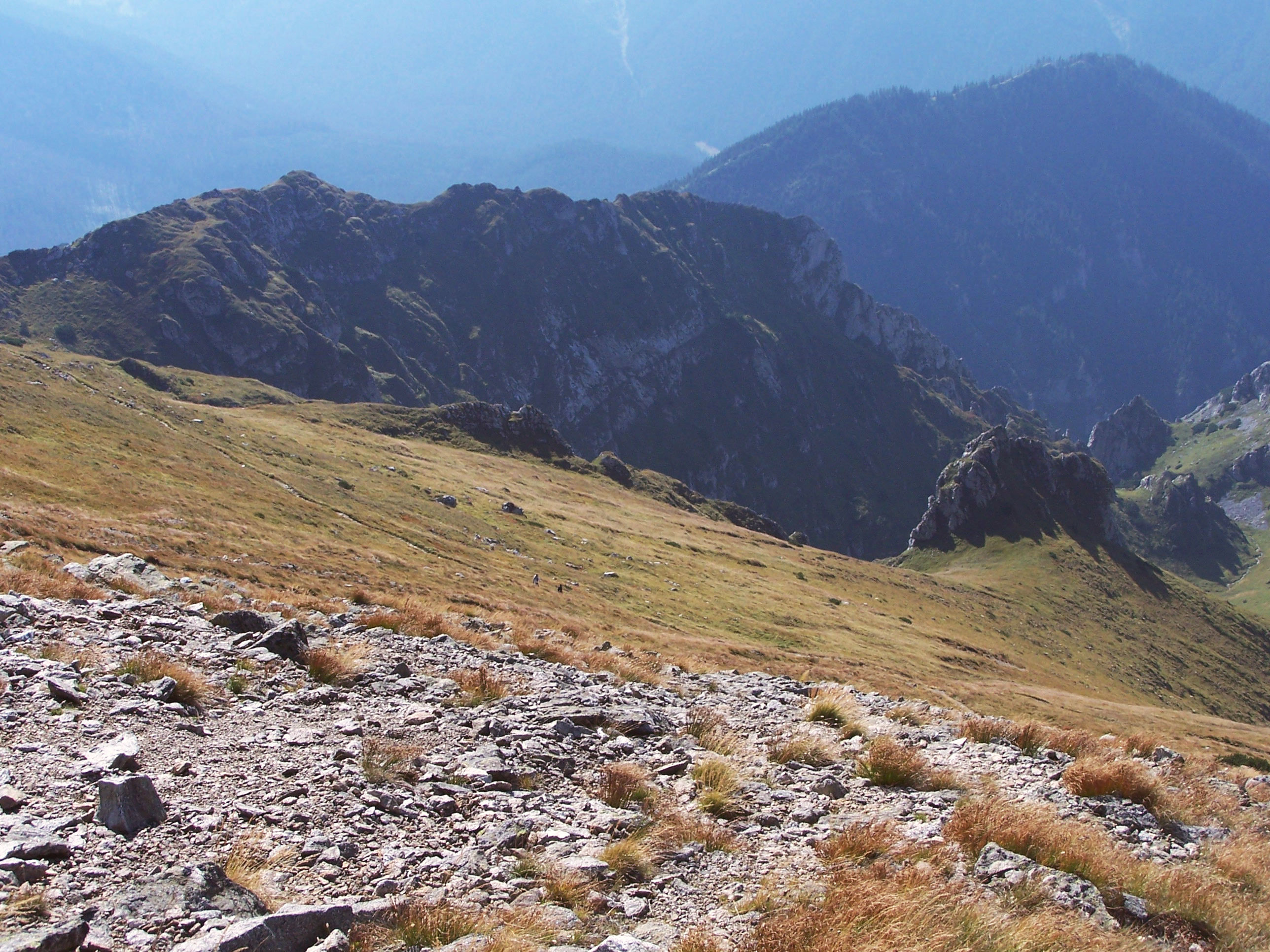
Wysoki Grzbiet od strony północnej. Poniżej niego Niska Turnia, przed nim Lodowa Baszta

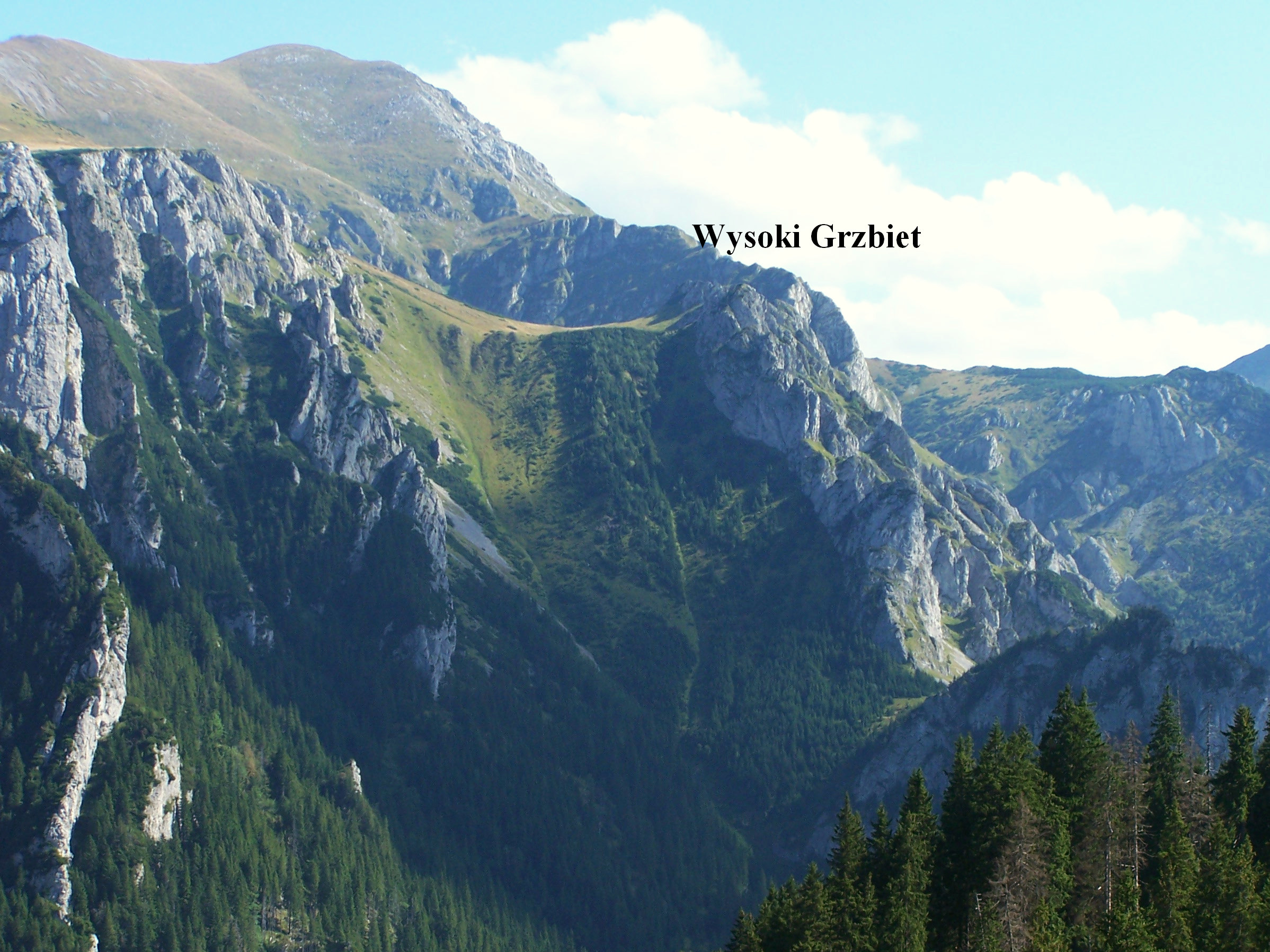
Wysoki Grzbiet na zboczach Ciemniaka. Poniżej niego Wysoka Turnia i Upłazkowa Turnia. Widok z Polany na Stołach

Wysoki Grzbiet – zachodnia grań Ciemniaka w polskich Tatrach Zachodnich. Ma długość około 1,4 km, opada z jego wierzchołka w zachodnim kierunku (z niewielkim odchyleniem na północ), dzieląc górną część Wąwozu Kraków na dwie odnogi. Orograficznie prawą odnogę stanowi Żleb Trzynastu Progów i Zadnie Kamienne, lewą Kamienne Tomanowe. W Wysokim Grzbiecie brak turni i przełęczy, jedynie w odległości około 300 m od wierzchołka Ciemniaka, na wysokości 1950 m istnieje niewielkie wcięcie (przechód) zwane Wysokim Przechodem. Kilkaset metrów poniżej tego przechodu Wysoki Grzbiet rozgałęzia się na dwa wielkie żebra, pomiędzy którymi znajduje się częściowo skalista, częściowo trawiasta depresja. Orograficznie prawe żebro opada do Zadniego Kamiennego do wysokości około 1500 m n.p.m., lewe po siódmy próg w Żlebie Trzynastu Progów.
Wysoki Grzbiet oddzielał od siebie dawne hale pasterskie: Halę Upłaz i Halę Tomanową. Porasta go bogata flora wapieniolubnych roślin alpejskich. M.in. stwierdzono występowanie sparcety górskiej.
Górną część Wysokiego Grzbietu przekraczają turyści wędrujący znakowanym szlakiem z Doliny Tomanowej przez Czerwone Żlebki na Chudą Przełączkę, trasa ta prowadzi bowiem przez Wysoki Przechód. Natomiast w dolnej części Wysokiego Grzbietu najczęściej bywają grotołazi, gdyż znajdują się tutaj jaskinie, m.in. Jaskinia Wysoka – Za Siedmiu Progami, Jaskinia nad Beczką, Dziura w Wysokim Grzbiecie, Szczelina za Siedmiu Progami, Grota nad Korytem, Śnieżna Szczelina, Studnia Kuturniańska.
Wysoki Grzbiet ma jedno, orograficznie lewe odgałęzienie. Około 300 m poniżej szczytu Ciemniaka od Wysokiego Grzbietu odgałęzia się w południowo-zachodnim kierunku mało wyraźna grzęda, niżej przekształcająca się w wybitny Tomanowy Grzbiet.

## Szlaki turystyczne
schronisko na Hali Ornak – Dolina Tomanowa – Czerwony Żleb – Wysoki Przechód – Chuda Przełączka – Ciemniak. Czas przejścia ze schroniska na Ciemniak: 3:40 h, ↓ 2:40 h.